# Zamostne
Zamostne (dodatkowa nazwa w j. kaszub. Zômòstné) – wieś kaszubska w Polsce położona w województwie pomorskim, w powiecie wejherowskim, w gminie Wejherowo. Leży w pradolinie Redy.

## Geografia
Zamostne leży na trasie wyłączonej z eksploatacji linii kolejowej nr 230, która w latach 80. XX wieku miała stanowić element zelektryfikowanego połączenia do Elektrowni Jądrowej w Żarnowcu – perspektywicznego rozszerzenia sieci trójmiejskiej SKM (w ostatnich latach sieć trakcyjna została całkowicie zdemontowana, a ruch na linii zawieszony).
Wieś jest częścią składową sołectwa Kniewo.
Ludność miejscowości w latach:
- 2006 - 155 mieszkańców
- 2014 - 162 mieszkańców
- 2022 - 164 mieszkańców[6]

## Historia
Od 1919 roku miejscowość należała do ówczesnego powiatu morskiego II Rzeczypospolitej. Północne krańce wsi (rzeka Reda) stanowiły do 1 września 1939 roku granicę polsko-niemiecką; teraz zaś rzeka Reda jest granicą między wsiami Zamostne i Kniewo.
W latach 1954–1959 wieś należała do gromady Góra, z 1960 rokiem siedzibę gromady przeniesiono do Zamostne i zmieniono nazwę gromady na Zamostne. Gromada ta przetrwała do końca 1961 roku. Po jej zniesieniu wieś włączono do gromady Gościcino. W latach 1975–1998 miejscowość administracyjnie należała do województwa gdańskiego.